# Aracaju
Aracaju è una città del Brasile, capitale dello Stato del Sergipe, parte della mesoregione del Leste Sergipano e della microregione di Aracaju.
La principale attività economica è l'estrazione petrolifera.